# Sistemas de escritura de Mesoamérica

Ubicación de Mesoamérica en el continente.

Los sistemas de escritura mesoamericanos son creaciones originales de los pueblos que habitaron Mesoamérica durante la época prehispánica que se emplearon para registrar sucesos importantes en el desarrollo de esos pueblos. Al igual que en Mesopotamia y  China, Mesoamérica es uno de los lugares donde el desarrollo de la escritura tuvo lugar de manera independiente. La escritura de los pueblos mesoamericanos -o por lo menos los sistemas que han podido ser descifrados parcialmente hasta nuestros días— combinan logogramas con elementos silábicos, a los que no se les puede calificar de escritura jeroglífica. Las investigaciones arqueológicas han documentado la existencia de menos de una decena de diferentes sistemas precolombinos de escritura en Mesoamérica, aunque las carencias de los métodos para fecharlos hacen muy difícil saber cuál es el más antiguo y, por ello mismo, determinar cuál sirvió de base para el desarrollo de los demás.
El mejor conocido de estos sistemas indígenas de escritura es la escritura maya del período Clásico. Algunos fragmentos de la literatura precolombina mesoamericana han sido conservados gracias al empleo del alfabeto latino del idioma español en la transcripción de las tradiciones orales de los pueblos que vivieron en el tiempo de la Conquista. Estas transcripciones se realizaron en ciertos casos —como el Popol Vuh de los quichés en Guatemala o los textos de los informantes de Sahagún en el Centro de México— en las lenguas de los propios indígenas, lo que ha permitido dar alguna luz de cómo eran esas lenguas en el tiempo de la Conquista. En ese tiempo también se destruyeron numerosos códices mesoamericanos —como en el caso del Auto de Maní, donde Diego de Landa quemó alrededor de veintisiete códices yucatecos; o el caso de Juan de Zumárraga que ordenó la destrucción de varios escritos indígenas en Texcoco—, de modo que son muy pocos los documentos indígenas que han llegado a nuestros días.

## Escritura olmeca

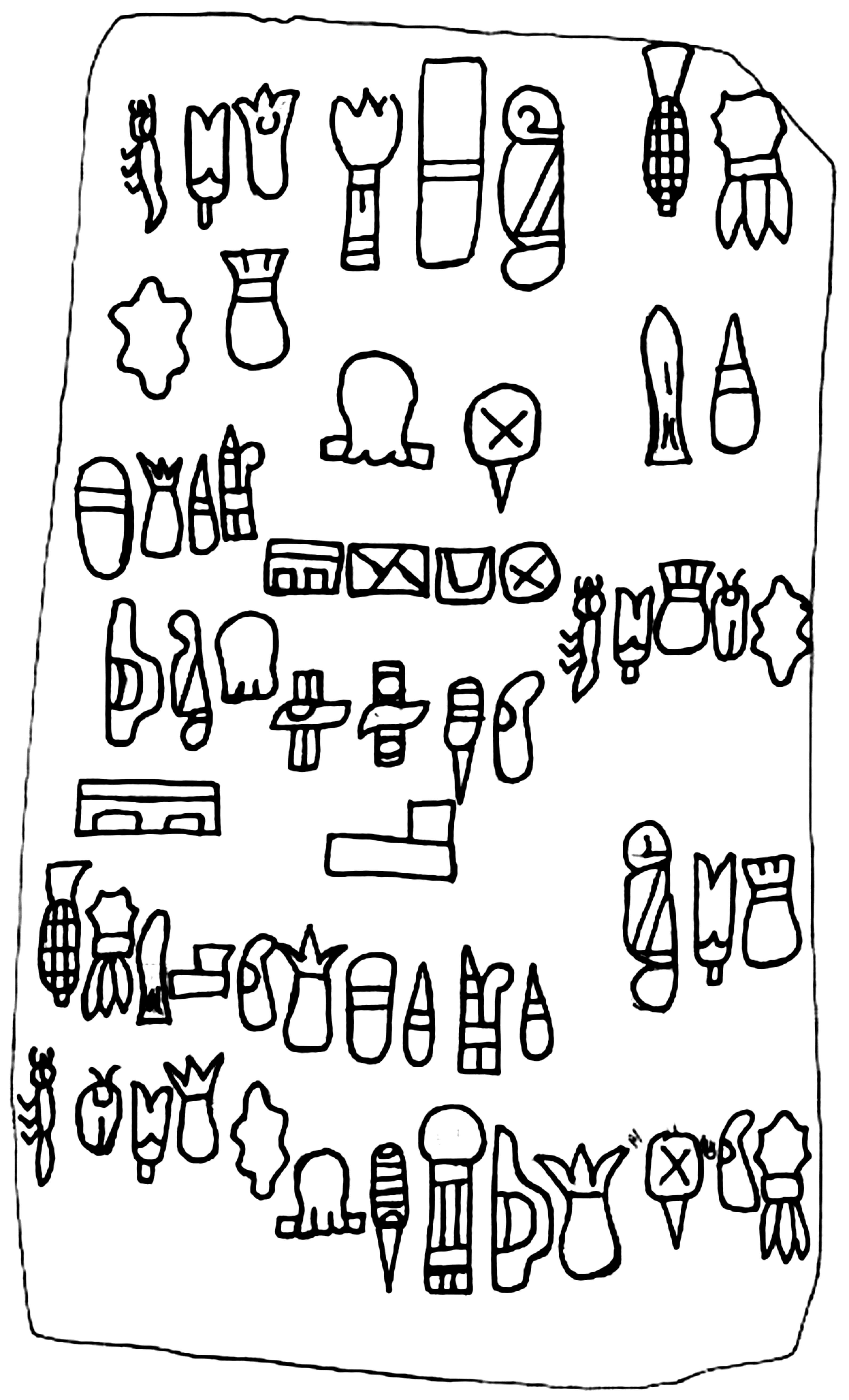
Los 62 glifos del Bloque de Cascajal.

Varias de las más tempranas piezas de alfarería olmeca muestran representaciones iconográficas que podrían ser códices, lo que sugiere que el empleo del papel amate y de una escritura bien desarrollada existía desde la época en que los olmecas vivieron su florecimiento. También es muy difundida la idea de que los glifos representados en la escultura monumental conocida como Monumento del Embajador —Monumento 13 de La Venta— representan una temprana forma de escritura olmeca. Esta suposición fue reforzada en 2002 mediante el anuncio del descubrimiento de símbolos similares en el yacimiento de San Andrés (poniente de Tabasco), los cuales han sido fechados por radiocarbono alrededor del año 650 a. C. (Pohl, 2002: 8). 
En septiembre del 2006, un reporte publicado por la revista Science anunciaba el descubrimiento del Bloque de Cascajal, una pieza de dimensiones modestas (36 por 21 cm, con un grosor de 13 cm) tallada en serpentina con 62 caracteres grabados que no eran similares a otros encontrados en los yacimientos arqueológicos mesoamericanos. La piedra fue descubierta por los pobladores actuales de la llamada área nuclear olmeca y ha sido fechada por los arqueólogos aproximadamente en el año 900 a. C. (Rodríguez Martínez et al., 2006; Terrae Antiquae, 2006). Si la autenticidad y el cálculo sobre la época en la que fue producida la pieza fueran corroborados, el Bloque de Cascajal se convertiría en el testimonio de escritura mesoamericana más antiguo que se conozca. 
Por otra parte, se ha propuesto que el sistema de escritura llamado epi-olmeca pueda ser el testimonio de la escritura usual de la sociedad olmeca antes de su mengua definitiva.

## Escritura zapoteca

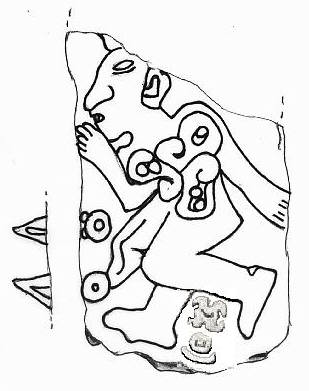
Monumento 3 de San José Mogote. Los dos símbolos esgrafiados entre las piernas del personaje representado indican su nombre: 1 Terremoto.

el primer sistema de escritura desarrollado en Mesoamérica es el desarrollado por los zapotecos. El desarrollo de este pueblo tiene sus orígenes en una época contemporánea con los olmecas, aunque su primer florecimiento corresponde al tiempo en el que estos últimos comenzaban el proceso de decadencia, al final del Preclásico Tardío mesoamericano. En ese tiempo, los zapotecos dominaron un Estado imperialista que tenía como centro la antigua ciudad de Monte Albán. Varios monumentos de este sitio conservan amplios registros escritos. Ejemplo de ello son las estelas del Edificio J, que conmemoran las conquistas de la ciudad; o bien, los Danzantes, que son representaciones de los señores sometidos por la élite de esta ciudad, cuyo nombre original se desconoce. Algunos de estos signos son reconocidos como portadores de información calendárica, pero la mayor parte del sistema de escritura de los zapotecos sigue sin descifrarse (Urcid Serrano, 1997: 42-53). La ejecución de los glifos en las estelas es más basta que los signos empleados en las esculturas mayas del Clásico, por lo que algunos epigrafistas han creído que la escritura zapoteca es menos fonética que el silabario maya. 
Los más antiguos indicios de la escritura zapoteca es el Danzante de San José Mogote, al que se conoce oficialmente con el nombre de Monumento 3. Esta estela posee un relieve en el que aparece un cautivo que será entregado al sacrificio y ha sido mutilado. Entre sus piernas se encuentran dos signos que corresponden a su nombre calendárico. La estela fue fechada de primera mano entre los siglos V y VI a. C., por lo que se le consideró la inscripción más antigua que se hubiere encontrado en Mesoamérica. Sin embargo, algunos arqueólogos han expresado dudas sobre la certeza de esta datación (Romero Frizzi, 2003).
El sistema de escritura zapoteca se empleó únicamente hasta el fin del período Clásico, etapa de la que proceden las últimas inscripciones zapotecas.

## Escritura epi-olmeca o istmiana

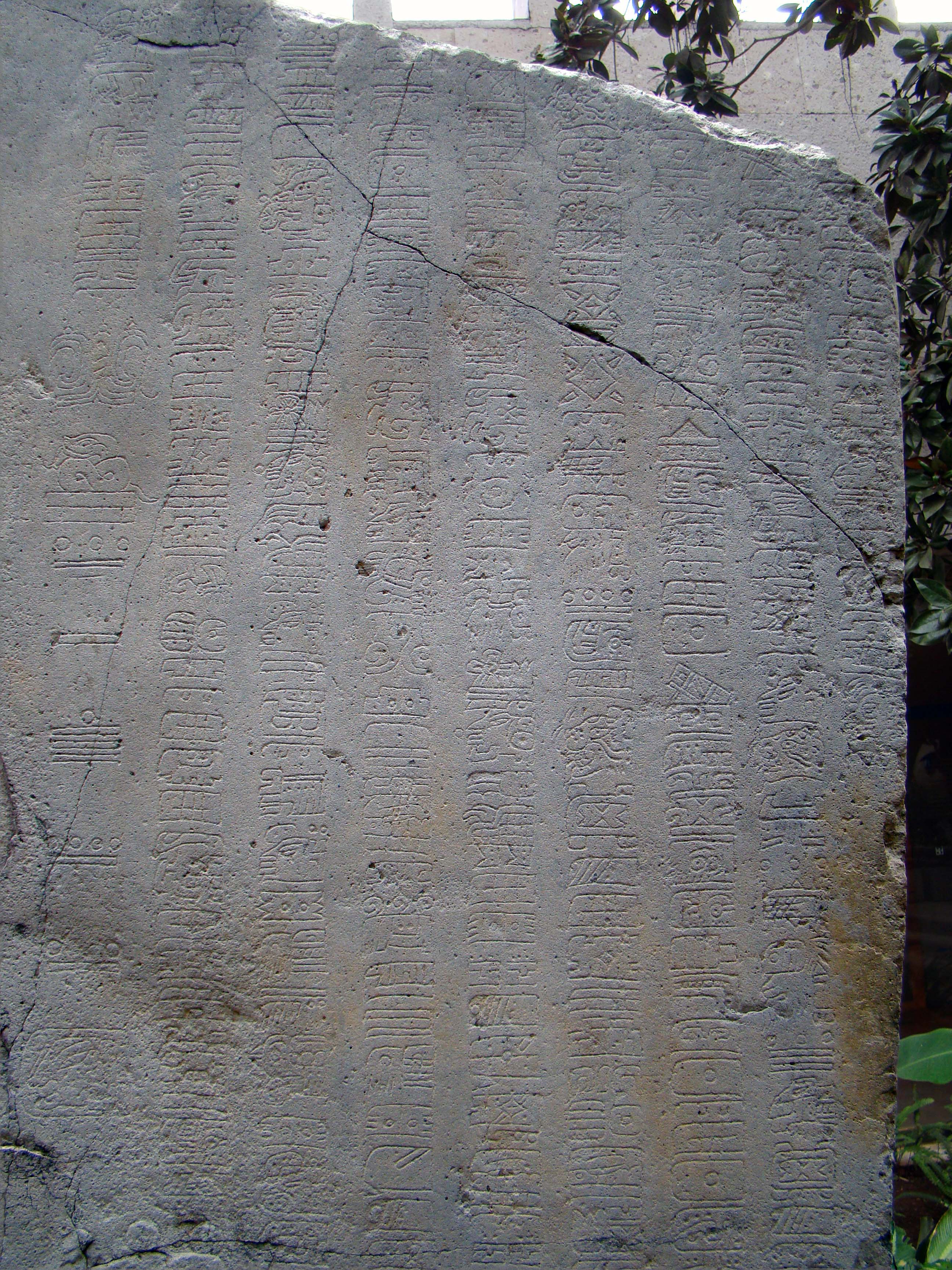
Detalle que muestra signos de la Estela 1 de La Mojarra, actualmente se encuentra en el Museo de Antropología de Xalapa (Veracruz). La Columna de la izquierda muestra una fecha en el calendario de cuenta larga mesoamericano, correspondiente a 8.5.16.9.9 (162 d. C.). Las columnas de la derecha corresponden a signos de la Escritura Epi-olmeca.

Un pequeño número de piezas arqueológicas encontradas en el istmo de Tehuantepec muestran indicios de otro sistema de escritura mesoamericano de considerable antigüedad. En estos restos arqueológicos se puede encontrar evidencia de información calendárica, pero el código no ha sido descifrado. Los más extensos de estos testimonios escritos en el sistema epi-olmeca corresponden a la Estela 1 de La Mojarra y la Estatuilla de Tuxtla. 
La escritura epi-olmeca es bastante similar al sistema clásico de los mayas. De acuerdo con Justeson (1986: 447), el sistema de escritura conocido como epi-olmeca o istmiano es una derivación del antiguo sistema empleado por los olmecas, emparentado con otros sistemas de escritura empleados en el sureste de Mesoamérica, incluidos la escritura clásica maya y las escrituras izapanas. La relación entre estos sistemas de escritura está respaldada por la gran similitud de los signos escritos, el empleo de afijos en los textos y las inscripciones correspondientes al calendario de cuenta larga. De hecho, es el texto de la Estela de Chiapa de Corzo la que contiene la inscripción más antigua conocida en el sistema de cuenta larga, que usualmente se asocia con los mayas del clásico (Pérez de Lara y Justeson, 2007). Esta inscripción corresponde al año 36 a. C., en el Preclásico Tardío Mesoamericano. 
Algunos autores han sugerido que la escritura istmiana podría ser antecesora del sistema clásico de las Tierras Altas del área maya, aunque el grupo humano que empleó el sistema istmiano no necesariamente debe estar emparentado lingüísticamente con los pueblos mayenses. En 1993 Justeson y Kaufman publicaron un texto que contenía una propuesta de interpretación del sistema de escritura epi-olmeca o istmiano. Entre otras cosas, ambos autores han propuesto relaciones lingüísticas entre la escritura epi-olmeca y el proto mixe-zoqueano —antecedente de los actuales idiomas mixe y zoque—. El silabario epi-olmeca de Justeson y Kaufman (2001) ha sido criticado por autores como Stephen Houston y Michael D. Coe, quienes, basándose en la propuesta de Justeson y Kauffman no pudieron descifrar un texto epi-olmeca desconocido por estos dos últimos autores.

## Escritura de la cultura de Izapa

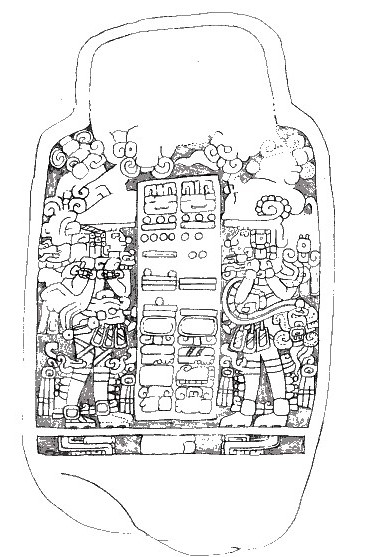
Estela 5 de Takalik Abaj (Guatemala).

La región del Pacífico guatemalteco fue el escenario donde se desarrolló la cultura Izapa, que de acuerdo con Michael D. Coe, es uno de los vínculos que unen a los olmecas con los mayas del Clásico. Esta cultura toma su nombre del yacimiento arqueológico de Izapa (sur de Chiapas), donde han sido rescatadas algunas estelas que dan testimonio de un sistema de escritura particular que forma parte del grupo sudoriental de las escrituras mesoamericanas descendientes de la olmeca (Justeson, 1986: 447). Junto con las varias estelas de Izapa, otros testimonios escritos que se conozcan de la cultura de Izapa son los correspondientes a los importantes yacimientos de Takalik Abaj y Kaminaljuyú, ambos en Guatemala. 
La filiación de la escritura y la lengua de los habitantes de Kaminaljuyú, uno de los sitios más conocidos del Preclásico Tardío de la costa sur de Guatemala, es objeto de controversia entre los especialistas en el tema. Algunos encuentran que este sistema de escritura es muy cercano al epi-olmeca o istmiano; otros suponen que es un antecedente directo de la escritura maya del Clásico; para otros es un sistema mixto que incorpora elementos de las escrituras mixe-zoqueana y maya, y otros creen que no existe evidencia suficiente para dar una descripción definitiva y apropiada. Cuál es la lengua representada en el sistema de escritura de Kaminaljuyú —y otros asociados a éste— también es objeto de discusión. Para algunos, es probable que se trate de una lengua mixe-zoqueana, o bien, que se trate de un sistema bilingüe. En ese sentido, se especula con la posibilidad de que la escritura izapana sea una representación compartida por una lengua mayense y una mixe-zoqueana; o bien, que se trate de un sistema de representación de dos lenguas mayenses —probablemente cholano-tzeltalana o poqom (Mora-Marin, 2005: 63-64).

## Escritura maya

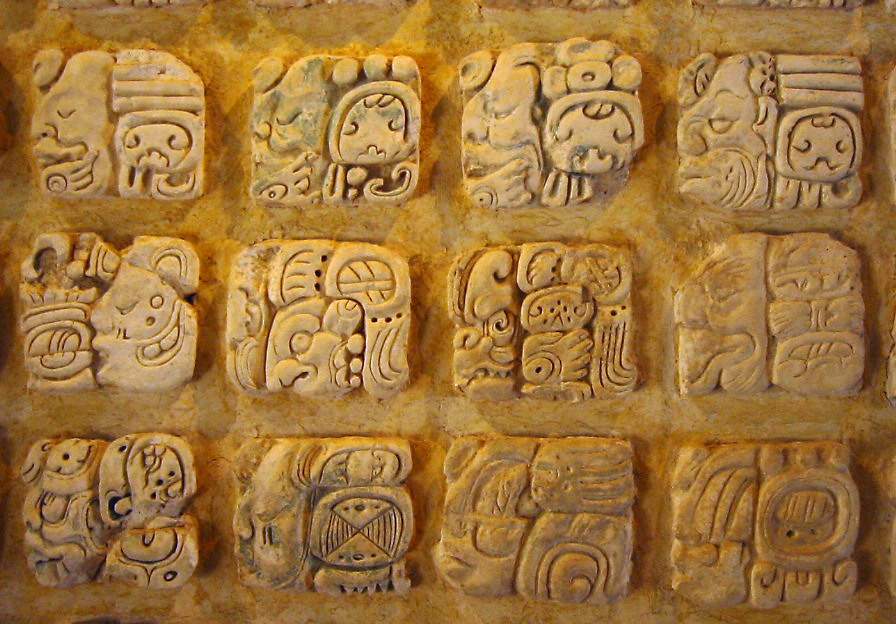
Glifos mayas en estuco. Museo de Sitio de la zona arqueológica de Palenque (México).

Aunque se suele considerar que la escritura maya fue desarrollada después de la escritura epi-olmeca —que tuvo su origen en el Istmo de Tehuantepec—, hay nuevas investigaciones que han venido a poner en entredicho esta aseveración. De acuerdo con las excavaciones arqueológicas realizadas en San Bartolo (Saturno, Stuart y Beltrán, 2006) existe evidencia del empleo de los glifos mayas en tiempos tan antiguos como el siglo III a. C., lo que supondría que la aparición de este sistema de escritura fue anterior a lo que se creía antes. Los vestigios más antiguos que testifican el empleo de la escritura maya incluyen las inscripciones rupestres de Naj Tunich y La Cobanerita (Petén). Sin embargo, son más conocidos los textos provenientes de las grandes urbes mayas del Clásico, como Palenque (Chiapas), Copán (Honduras) y Tikal (Guatemala).
La escritura maya es una de las mejor conocidas del área mesoamericana y se la considera como una de las más complejas de esta región. Los textos mayas incluyen no sólo información calendárica, sino textos completos que versan sobre la visión del mundo de esos pueblos y su historia. Se conocen alrededor de 700 glifos mayas, aunque sólo unas tres cuartas partes de ellos han sido descifrados. El código está basado en una mezcla de logogramas y elementos silábicos que en algunos contextos representan fonemas como en las escrituras alfabéticas. 
Trabajos clave en el desciframiento de esta escritura lo constituye la obra de Yuri Knorozov, lingüista soviético al que se deben varias de las pistas que han guiado las indagaciones posteriores en la escritura maya. A partir de la década de 1960, otros lingüistas y arqueólogos han seguido los pasos de Knorozov, entre ellos Tatiana Proskouriakoff y Michael D.Coe.

## Escritura ñuiñe
Muy poco es lo que se ha podido avanzar en el conocimiento del sistema de escritura ñuiñe, que se empleó en la Mixteca Baja durante el período Clásico. Las similitudes entre este sistema y la escritura zapoteca dificultan la ya complicada labor de descifrar el código, pues añade la complejidad de delimitar cuál es el ámbito de distribución de ambos sistemas de escritura (Urcid Serrano, 1997: 43). De acuerdo con Rodríguez Cano (2003), las producciones gráficas Ñuiñe se encuentran distribuidas en un territorio que abarca los distritos oaxaqueños de Silacayoapan, Huajuapan de León, y Juxtlahuaca, así como la región de Acatlán en el estado de Puebla. 
Al igual que el sistema zapoteco, la escritura ñuiñe emplea el sistema de puntos y rayas para la representación de numerales —donde un punto representa la unidad y una barra representa el número cinco, signos que con iguales valores fueron empleados en la numeración maya— y comparte con el primero algunos glifos correspondientes a los veinte días del calendario precolombino que se empleó en esa región. La información contenida en los mensajes pictográficos ñuiñe básicamente corresponde a información calendárica, y da cuenta del empleo de los dos calendarios comunes a los pueblos precolombinos de Mesoamérica —uno solar, de 360 días, y otro ritual, de 260— (Rodríguez Cano, 2003). Estos mensajes han sido recogidos de estelas y pinturas rupestres en la Mixteca Baja. Entre ellos habría que señalar las pinturas de Puente Colosal, en el valle de Coixtlahuaca (Urcid, 2004).

## Escritura mixteca

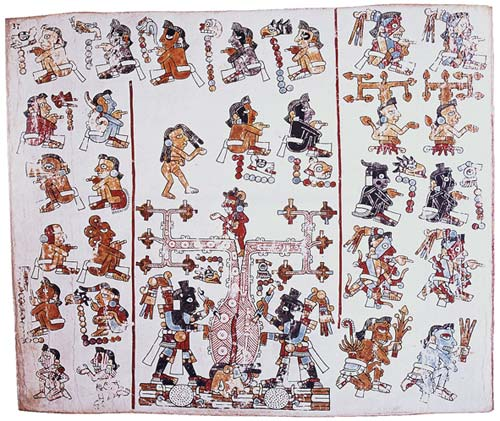
Lámina 37 del Códice Yuta Tnoho. En ella se narra el nacimiento de los primeros seres terrestres, los ñuhu, a partir de la Madre Pochote en el Valle del Tabaco Ardiendo.

Mucho más tarde que los sistemas anteriormente señalados, la escritura mixteca comenzó a emplearse en el siglo XIII. Se trata de un sistema semasiográfico. Fue empleado por los mixtecos prehispánicos, y muchas de sus características pasaron después a sistemas de escritura como el de los mexicas y el llamado Mixteca-Puebla, cuya pertenencia étnica es objeto de debate entre los especialistas. El sistema mixteco de escritura se componía de un conjunto de signos y representaciones figurativas que servían como una especie de pistas en los relatos que eran reconstruidos oralmente por los iniciados en el código —usualmente sacerdotes y otros miembros de la clase alta mixteca.
La escritura mixteca se conserva en varios objetos arqueológicos que sobrevivieron al paso del tiempo y a la Conquista española. Entre ellos se encuentran cuatro códices prehispánicos trabajados sobre piel de venado curtida y recubierta con estuco. Estos códices se leen en sentido de bustrófedon, es decir, en zigzag, siguiendo unas líneas rojas que indican el camino de la lectura (Jansen, 1982). La mayor parte del conocimiento actual sobre la escritura de los mixtecos es producto de la obra de Alfonso Caso, que emprendió la tarea de descifrar el código basado en un conjunto de documentos precolombinos y coloniales de la cultura mixteca.
Como otros sistemas mesoamericanos de escritura, los mixtecos disponían de un complejo de símbolos que les permitían registrar fechas históricas. Sin embargo, desconocían la cuenta larga, característica de las escrituras del sureste de Mesoamérica. En cambio, los códices que se conservan registran sucesos históricos de este pueblo precolombino, especialmente los relacionados con el expansionismo en la era de Ocho Venado, señor de Tilantongo.

## Escritura mexica

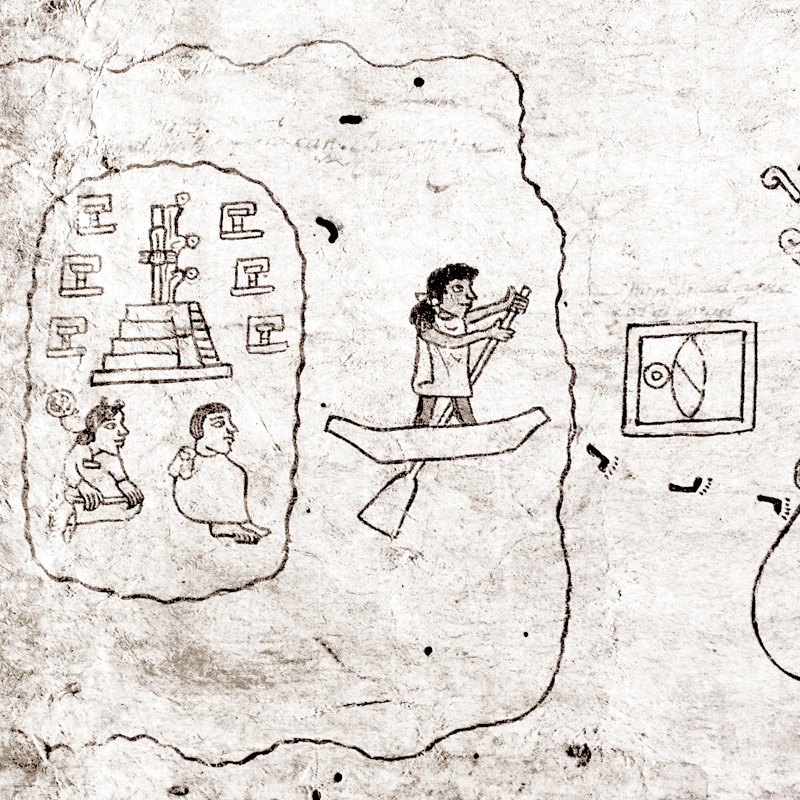
Detalle de la primera página del Códice Boturini mexica, que muestra el uso de la escritura semasiológica combinada con glifos fonéticos.

Al igual que otros pueblos del Posclásico mesoamericano, los mexicas empleaban el papel amate o la piel de venado como soporte para la elaboración de sus amoxtli. El sistema de escritura de los mexicas está fuertemente emparentado al de los mixtecos, tanto en el estilo de representación como en los recursos de que disponían. De acuerdo con algunas fuentes, la escritura mexica era heredera de la tradición de Teotihuacán (Ancient Scripts, s/f; Lambarén, 2006), cuya escritura no ha sido investigada ampliamente, en cierto modo porque se piensa que los teotihuacanos carecían de escritura (Duverger, 2000); a pesar de lo anterior, Taube (2000) y Lambarén (2006) han tratado de estudiar el sistema de escritura de la Ciudad de los Dioses de manera más estructurada. Ningún amoxtli mexica sobrevivió a la Conquista, algunos de los códices del centro de México producidos en la época colonial son copias de antiguos códices mexicas cuyos originales se perdieron. Se piensa que los Códices del Grupo Borgia fueron elaborados en la región Mixteca-Puebla por encargo de los mexicas, aunque se realizaron siguiendo exactamente el estilo de esa zona.